# 기아로
기아로(起亞路)는 경기도 광명시 소하동에서 서울특별시 금천구 시흥동까지 이르는 총 연장 2.2km에 이르는 도로이다. 도로의 총 차선수는 왕복 6차선을 가진 도로이기도 하며, 도로폭도 역시 25m에 이른다. 다만 종점부 부근에는 서해안고속도로와 같이 병주한 것으로 보인다. 그래서 형식상 서울특별시도 제0101호선으로 지정되어 있다.

## 노선 정보
- 기점 : 경기도 광명시 소하동 (소하사거리 = 오리로)
- 종점 : 서울특별시 금천구 시흥동 (기아대교앞 교차로 = 국도 제1호선)
- 총 연장 : 2.2 km

## 접촉하고 있는 도로
- 광명시
  - 소하사거리 : 오리로
  - 성채안로입구삼거리 : 성채안로
  - 기아사거리 : 덕안로와 분기
- 서울특별시 (금천구)
  - 기아대교사거리 : 금하로를 통해 서해안고속도로와 연결[2]
  - 기아대로앞 교차로 : 시흥대로 (국도 제1호선)

## 주요 경유지
- 경기도 광명시
  - 소하동
- 서울특별시 금천구
  - 시흥동

## 주요 연선 시설
- 호암대교
- 광명역세권휴먼시아1단지아파트
- 기아
- 광명역[3]